# Lakatjärnen (Edefors socken, Norrbotten)
Lakatjärnen är en sjö i Bodens kommun i Norrbotten och ingår i Luleälvens huvudavrinningsområde. Sjön har en area på 0,106 kvadratkilometer och ligger 68,3 meter över havet.

## Delavrinningsområde
Lakatjärnen ingår i det delavrinningsområde (733259-175008) som SMHI kallar för Utloppet av Inre Hollsvattnet. Medelhöjden är 79 meter över havet och ytan är 1,76 kvadratkilometer. Det finns inga avrinningsområden uppströms utan avrinningsområdet är högsta punkten. Vattendraget som avvattnar avrinningsområdet har biflödesordning 3, vilket innebär att vattnet flödar genom totalt 3 vattendrag innan det når havet efter 70 kilometer. Avrinningsområdet består mestadels av skog (94 procent). Avrinningsområdet har 0,11 kvadratkilometer vattenytor vilket ger det en sjöprocent på 6 procent.